# PL42AC
La série PL42AC est une locomotive diesel utilisée sur le réseau du New Jersey Transit.

## Origine
Elle est conçue par Alstom et les premiers éléments sortent de l'usine meifesa à Valence en Espagne. (l'usine appartient à Vossloh depuis 2004) Par la suite, le reste de la série a été construit à Hornell dans l'État de New York.